# Nitra
Nitra (Nyitra på ungerska, Neutra på tyska) är en stad i västra Slovakien med en yta av 100,48 km² och en befolkning som uppgår till cirka 85 000 invånare (2005). Staden är belägen cirka 80 kilometer öster om huvudstaden Bratislava.
Nitra ligger vid floden med samma namn vid sydvästra ändan av Nitrianske Hory, en 85 kilometer lång utlöpare i västra Karpaterna. På en höjd vid staden ligger det biskopliga slottet. Nitra var under turkkrigen en viktig fästning.